# Казиев, Гусейн Гусейнович
Гусейн Гусейнович Казиев (8 октября 1945, Ахалчи, Хунзахский район, Дагестанская АССР, РСФСР, СССР) — советский и российский актёр и режиссёр Аварского музыкально-драматического театр имени Гамзата Цадасы. Заслуженный артист России (2005).

## Биография
Родился в селе Ахалчи. В детстве в его село приезжали артисты с гастролями, что дало ему любовь к театральному искусству. В 1963 году поступил в Дагестанский государственный университет на филологический факультет, однако через год учёбы подал заявку на поступление в национальную студию (аварскую) в Тбилисский Театральный институт им. Ш. Руставели. Будучи студентом в 1966 году ставили постановки в Аварском театре. В 1969 году окончил Грузинский государственный театральный институт им. Ш. Руставели по специальности актер-вокалист музыкального театра. И в тот же год вся их группа выпускников института приступила к работе в Аварском театре. С 1975 года — член Союза Театральных Деятелей. За роль Гамзата Цадасы в кинокартине «Мой Дагестан. Исповедь» получил высокую оценку широкой общественности и был награжден Почетной грамотой Республики Дагестан. В общей сложности им было сыграно более чем 100 ролей в самых разных амплуа и характерах.

## Театральные работы
- Кальман: «Сильва» - Леопольд
- Мольер: «Жорж Данден» - Любен
- Н. Алиев: «Хизри Мизри» - Хизри
- Г. Цадаса: «Сундук бедствий» - Алибулат
- Динмагомаев: «Герои в шубах» - Горец
- Дарасели: «Киквидзе» - Солдат
- Х. Вахит: «Чужое горе» - Рафаэль
- Р. Гамзатов: «Пламенное сердце» - Молодой поэт
- М. Карим: «Страна Айгуль» - Ильдар
- А. Хачалов: «От имени погибщих» - Нахшун
- Р. Гамзатов: «Песни матери» - Партизан
- М. Ибрагимов: «Деревенщина» - Вахид
- Рабаданов: «Батирай» - Певец
- М. Горький: «Старик» - Яков
- Цагарели: «Ханума» - Коте
- Чичков: «Дети из Гаваны» - Армандо
- Г. Цадаса: «Айдемир и Умайганат» - Айдемир
- Лопе де Вега: «Учитель танцев» - Альдемаро Белярдо
- Хамидов: «Бож Али» - Рамазан
- М. Сулиманов: «Наследники» - Василий
- Р. Гамзатов: «Хочбар и ханы» - Залбег
- А. Загалов: «Прости мама» - Юнус
- Софронов: «Миллион за улыбку» - Геннадий
- А. Галиев: «Игла и штык» - Эмиль
- Улугзаде и Виткевич: «Юность Авиценны» - Авиценна
- А. Большаков: «Именем короля» - Корреспондент
- А. Шефов: «Горцы у Ленина» - Р.А.Петерсон
- Софокл: «Антигона» - Гемон
- Н. Алиев: «Добрый юноша Надыр» - Надыр
- М. Абасил: «Саба Меседу» - Баланур
- Вамфилов: «Старший сын» - Бусыгин
- А. Горин: «Герострат» - Герострат
- Г. Рустамов: «Если сердце захочет» - Девлет-мирза
- А. Хачалов: «Аманат» - Сулейман, Халид
- Р. Хубейцова: «Материнская слава» - Георгий
- А. Вамфилов: «Провинциальные анекдоты» - Метранпаж
- М. Исаев: «Муса Балаханский» - Худанатил Магомед
- Г. Хугаев: «Где мое счастье» - Жамал
- М. С. Яхьяев: «Тайная свадьба» - Жантемир
- Композиция: «Пандур и кинжал» - Хаджи Мурат.
- Токаев: «Женихи» - Уари
- Думбадзе: «Фосине» - Бурдгу
- А. Кахар: «Милые матушки» - Каримжан
- М. Абдулхаликов: «Бахьикъос» - Малик
- Эфинь: «Особняк» - Нариман
- Б. Аппаев: «Как похищают красавиц» - Башир
- М. С. Яхьяев: «Требуется вдовушка» - Мавсар
- З. Алиханов: «Али сгор» - Иса
- Чкадуа: «Кукла» - Арданбей
- Гюнтекин: «Хуледжи»
- М. Абасил: «Камалил Башир» - Чангилав
- М. Абасил: «Махмуд из Кахабросо» - Дибир
- Г. Хугаев: «Муж моей жены» - Казбек
- Т. Минулин: «Женихи для Де ля Фруз» - Халим Хайранович
- Б. Гаджиев: «Магомед Гаджиев» - Думбадзе
- К. Абуков: «Женский базар» - Зайнутдин
- Л. Н. Толстой: «Хаджи - Мурат» - Хан Магома
- Башбетов: «Железная женщина» - Кучкар
- Мухтаров: «Я женюсь на бабушке» - Шалы
- Макаенок: «Таблетка под язык» - Василь
- Э. Рислаки: «Безобразная Эльза» - Перти Орас
- Иловайский: «Приключения Чанду» - Кеку Бена
- Шеридан: «День чудесных обманов» - Миндозо
- П. Бомарше: «Севильский цирюльник» - Бартоло
- Папаян: «Оставайся солнцем» - Таймаз
- Саид Ахмед: «Бунт невесток»
- Папаян: «И так бывает» - Шмавон Галустович
- Константинов и Рацер: «Имеритинская невеста» - Аристо
- Журтов: «Особо важное задание» - Хусей
- Нахуцрашвили: «Храбрый Кикила» - Кикила
- Н. Алиев: «Когда чабанов много - овцы дохнут» - Хизри
- Г. Саткир: «Кот в сапогах»
- Х. Вахит: «Шутки амура» - Азиз
- Дылгиров: «Чужое горе» - Даши
- Гаджиев: «Свадебный подарок»
- Т. Асланов: «Повесть бурной реки» - Шакен
- В. Каспий: «Меседу - красавица гор» - Волк
- Р. Гамзатов: «Годы, дороги, поэзия» - Ведущий
- И. Вакели: «Имам Шамиль» - Муса
- Б. Аппаев: «Отцова невеста» - Сапар
- У. Гаджибеков: «Аршин мал Алан» - Сулейман
- Ш. Казиев: «Золотой  осел Насреддина» - Золотой осел
- Д. Гулиа: «Призраки» - Бегаул
- Г. Хугаев. «Всадники на ослах» - Чаландар
- Утыжев: «Свергай свекруху» - Гаримбег
- Гагиев: «Московский жених» - Запир
- М. Сулиманов: «Зятья» - Басир
- Бердзинашвили: «Тросник на ветру» - Кация
- З. Атаева: «Завещание» - Муртазаали
- М. Абдулхаликов. Ф.Алиева. «Не невеста а золото» - Хачалав
- Г. Казиев: «Контора любви» - Адиль Гереевич
- Р. Гамзатов: «Горянка» - Поэт
- Красногоров: «Любовь без ума» - Доктор
- Г. Лорка: «Кровавая свадьба» - Отец Г.Цадасы
- Э. Юзеев: «Соловьиная песня» - Гамзалав
- Композиция «Уроки жизни» - Алибулат
- Есьман, Крикорян: «Кавказская красавица» - Бекбулат
- Ж. Ф. Реньяр: «Единственный наследник» - Жеронт
- Г. Зейналова: «Женись дедушка» - Дед Гапур
- Г. Галбацов: «Андагудур» - Махмуд
- Р. Гамзатов: «Песня вечной любви» - Поэт
- У. Гаджибеков: «Аршин мал алан» - Султанбек

## Театральные постановки
- «Контора любви» по пьесе Г. Казиева
- «Воришка» сказка для детей по пьесе Г. Казиева
- «Мой Дагестан» по произведению Р. Гамзатова

## Фильмография
- 1992 — «Рай под тенью сабель» — Магомед-Али
- 1984 — «Талисман любви» — эпизод
- 2014 — «Расул Гамзатов. Мой Дагестан. Исповедь» — Гамзат Цадаса
- 2016 — «Салам Масква»  — эпизод

## Звания и награды
- Заслуженный артист Дагестанской АССР (1985);
- Народный артист Дагестана (1993);
- Заслуженный артист России (2005);
- Памятные именные часы Главы Республики Дагестан (2005);
- Орден «За заслуги перед Республикой Дагестан» (2016);
- 200 лет со дня учреждения Георгиевского креста (2016).